# Dobšinská ledová jeskyně
Dobšinská ledová jeskyně (slovensky Dobšinská ľadová jaskyňa, maďarsky Dobsinai-jégbarlang) je největší zaledněná jeskyně na Slovensku.
Nachází se v Stratenské hornatině, na severním svahu vápencového vrchu Duča, nedaleko hornického městečka Dobšiná v Národním parku Slovenský ráj.

## Popis
Vchod do jeskyně, který leží ve výšce 968 m n. m. přibližně 130 m nad hladinou řeky Hnilec, byl známý odjakživa jako „Studená díra“. Do spodních částí jeskyně poprvé pronikl královský báňský rada Eugen Ruffínyi se svými přáteli G. Langem a A. Megou 15. června 1870. Veřejnosti byla jeskyně zpřístupněna už rok po jejím objevu a roku 1887 byla jako první jeskyně v Evropě elektricky osvětlena (první elektricky osvětlenou jeskyní v Česku byly o několik let později Sloupsko-šošůvské jeskyně).
Z celkové délky jeskyně 1388 m je veřejnosti zpřístupněný okruh dlouhý 475 m.
Podzemní prostory vznikly mechanickou a chemickou činností vod Hnilce ve světlých vápencích středního triasu (wettersteinské vápence), které leží, tak jako v celém Slovenském ráji, na nepropustných spodnotriasových břidlicích. Výskyt říčních štěrků splavených Hnilcem z Kráľové hole, jako i zachovalé oválné tvary chodeb v krápníkových částech svědčí o tom, že vznikla erozí podzemního toku řeky ve dvou vývojových úrovních s relativním výškovým rozdílem 50 m. Vlastní jeskynní prostor vznikl korozivní činností prosakující vody a jeskyně má v základních znacích normální krasový charakter. Řeka Hnilec svojí erozivní činností, často za pomoci unášených oblázků patřících až ke komplexu Kráľové hole v Nízkých Tatrách, promodelovala podzemní prostory a částečně utvořila příznivé předpoklady pro propadávání stropů a řícení skal. Tyto děje vytvořily i vlastní prostor jeskyně s osobitým mikroklimatickým režimem.
Dnešní prostory Dobšinské ledové jeskyně byly původně spojené se Stratenskou jeskyní. Osamostatnily se až po zřícení jeskynního stropu, kdy je zával suti oddělil od ostatních částí systému a částečně uzavřel cirkulaci vzduchu. Jeskyně tak získala tvar kapsové dutiny široké 180 m a hluboké 70 m s jediným otvorem na povrch, co bylo příčinou vzniku osobitých mikroklimatických poměrů a jejího zalednění. V zimním období otvorem vnikal do jeskyně z vnějšku studený vzduch, který zchladil její ovzduší i stěny pod 0 °C. Prosakující voda mrzla a vytvářela ledové stalaktity, stalagmity, ledopády a podlahový led. Tloušťka podlahového ledu dosahuje 25 m, plocha okolo 11 200 m² a objem se odhaduje na 145 000 m³ ledu. Led je zřetelně vrstevnatý, s tloušťkou vrstviček přibližně 3–5 mm. Průměrná roční teplota jeskyně (Velké síně) je −1 °C, relativní vlhkost 96–99 %. Kromě podlahového ledu jsou pozoruhodné mohutné ledové sloupy a ledopády ve Velké síni (Niagara), ledové záclony, Velká opona a Varhany v Přízemí.
Zaledněné jsou jen vstupní části jeskyně, kam má přístup prochlazený vnější vzduch. Zadní a spodní prostory jsou bez ledu se zvětralými krápníkovými útvary. Vstupní prostor představuje 180 m širokou podzemní dutinu, klesající od vchodu 30–40° na jihovýchod do hloubky 70 m. Nahromaděný led v ní vytvořil několik samostatných částí, jako Malou síň, Velkou síň, Zřícený dóm, Ruffínyiho koridor a Přízemí s ledopádem. Největší prostor jeskyně tvoří Velká síň elipsovitého tvaru, která je dlouhá 72 m, široká v středu 42 m a vysoká 7 až 10 m. Největší ledový sloup zvaný Studna měří 9 m.
Dobšinská ledová jeskyně je typem staticko-dynamické jeskyně. Vysokou polohou vchodu a kapsovitým charakterem vzniká specifická cirkulace vzduchu: v zimním období vniká studený vzduch z povrchu do podzemí a jako těžší vytlačuje lehčí teplejší vzduch a zároveň ochlazuje stěny jeskyně. V zimním období klesá teplota až na minus 5 °C. Oteplení nastává jen v letním období, kdy prostory mezi propadáním vrchu Duča a vchodem do jeskyně proudí teplejší vzduch. Tak nastává částečná cirkulace vzduchu, a proto není možné mluvit o čistě statickém typu jeskyně, ale o typu staticko-dynamickém.
Optimální podmínky pro tvorbu ledové výzdoby jsou v jarním období, kdy povrchová voda prochází puklinami, které v prostorách jeskyně namrzají v podobě rozmanitých tvarů. Místy se vlivem sublimace vytváří i povlak jinovatky, což dodává podzemním prostorám specifickou krásu.

## Význam
Patří mezi nejkrásnější a co do množství ledové výzdoby nejbohatší ledové jeskyně na světě. O její velké slávě v minulosti nás mohou přesvědčit i jména jejích návštěvníků, jako polární badatel a nositel Nobelovy ceny Fridtjof Nansen, stavitel Suezského průplavu Ferdinand Lesseps, maďarský spisovatel Mór Jókai a či slovenský spisovatel Pavol Országh Hviezdoslav.
V roce 1890 se ve Velké síni konal koncert na počest Karla Ludvíka Habsburského. Známé bylo i letní bruslení v jeskyni, které se poprvé uskutečnilo v roce 1893. V roce 1947 J. Mišelnický objevil Kaplovou síň, J. Ogurčák Severní chodbu a L. Šimkovič Bílou síň. V letech 1953–54 byla provedena generální oprava prohlídkové trasy, elektrického osvětlení a ochranářská opatření po objevení nezaledněných částí.
Existence ledové výzdoby v podzemních prostorách patří mezi zřídkavé krásy přírody, což vyžaduje specifické přírodní podmínky. Chráněný přírodní výtvor Dobšinská ledová jeskyně je situovaný v mimořádně hodnotném přírodním území státní přírodní rezervace Dolina Stratená ledová jeskyně (1964, 673,20 ha), kde je kromě tohoto unikátu mnoho dalších hodnotných jevů neživé a živé přírody. Zvláštní ochranou v rámci CHPV se má zdůraznit specifikum ochrany podmínek ledové výzdoby největší slovenské ledové jeskyně.
Kromě této jeskyně je ledová výzdoba známá i z jiných jeskyní i když v menším rozsahu. Tou je Demänovská ledová jeskyně, patřící do Demänovských jeskyní, Silická lednice v Národním parku Slovenský kras a některé příklady sezónní ledové výplně na Dreveníku a Pohanském hradě.

## Fauna
V nezaledněných částech jeskyně byly pozorovány tyto druhy netopýrů: netopýr velký (Myotis myotis), netopýr vousatý (Myotis mystacinus), netopýr východní (Myotis blythi), netopýr ušatý (Plecotus auritus) a netopýr severní (Eptesicus nilssoni).

## Chráněné území
Dobšinská ľadová jaskyňa je národní přírodní památka ve správě příspěvkové organizace Správa slovenských jeskyní. Nachází se v katastrálním území obce Dobšiná v okrese Rožňava v Košickém kraji. Území bylo vyhlášeno v roce 1979. Ochranné pásmo nebylo stanoveno.